# Rochester Brigade
Die Rochester Brigade waren ein Arena-Football-Team aus Rochester (New York), das in der af2 spielte. Ihre Heimspiele trugen die Brigade in der Blue Cross Arena aus.

## Geschichte
Die Brigade wurden 2000 gegründet und starteten im Jahr 2001 in der af2.
Das erste Spiel der Franchisegeschichte verloren die Brigade bei den Lafayette Roughnecks mit 46:71. Ihre Debütsaison beendeten sie schließlich mit 4 Siegen und 12 Niederlagen auf dem letzten Platz der Eastern Division.
In ihren drei Spielzeiten erreichten sie einmal die Playoffs, verloren aber gleich in der ersten Runde mit 26:31 gegen die Albany Conquest.
Nach der Saison 2003 lösten sich die Brigade auf.

## Saisonstatistiken
| Jahr | Team              | Liga | S | N  | Playoffs erreicht | Playoffrunde                             |
| ---- | ----------------- | ---- | - | -- | ----------------- | ---------------------------------------- |
| 2001 | Rochester Brigade | af2  | 4 | 12 | nein              |                                          |
| 2002 | Rochester Brigade | af2  | 7 | 9  | ja                | N Achtelfinale gg. Albany Conquest 26:31 |
| 2003 | Rochester Brigade | af2  | 3 | 13 | nein              |                                          |

## Zuschauerentwicklung
| Jahr | Team              | Liga | Zuschauerdurchschnitt |
| ---- | ----------------- | ---- | --------------------- |
| 2001 | Rochester Brigade | af2  | 4.743                 |
| 2002 | Rochester Brigade | af2  | 6.212                 |
| 2003 | Rochester Brigade | af2  | 2.166                 |